# Zwi Migdal
 (décembre 2020).
Si vous disposez d'ouvrages ou d'articles de référence ou si vous connaissez des sites web de qualité traitant du thème abordé ici, merci de compléter l'article en donnant les références utiles à sa vérifiabilité et en les liant à la section « Notes et références ».

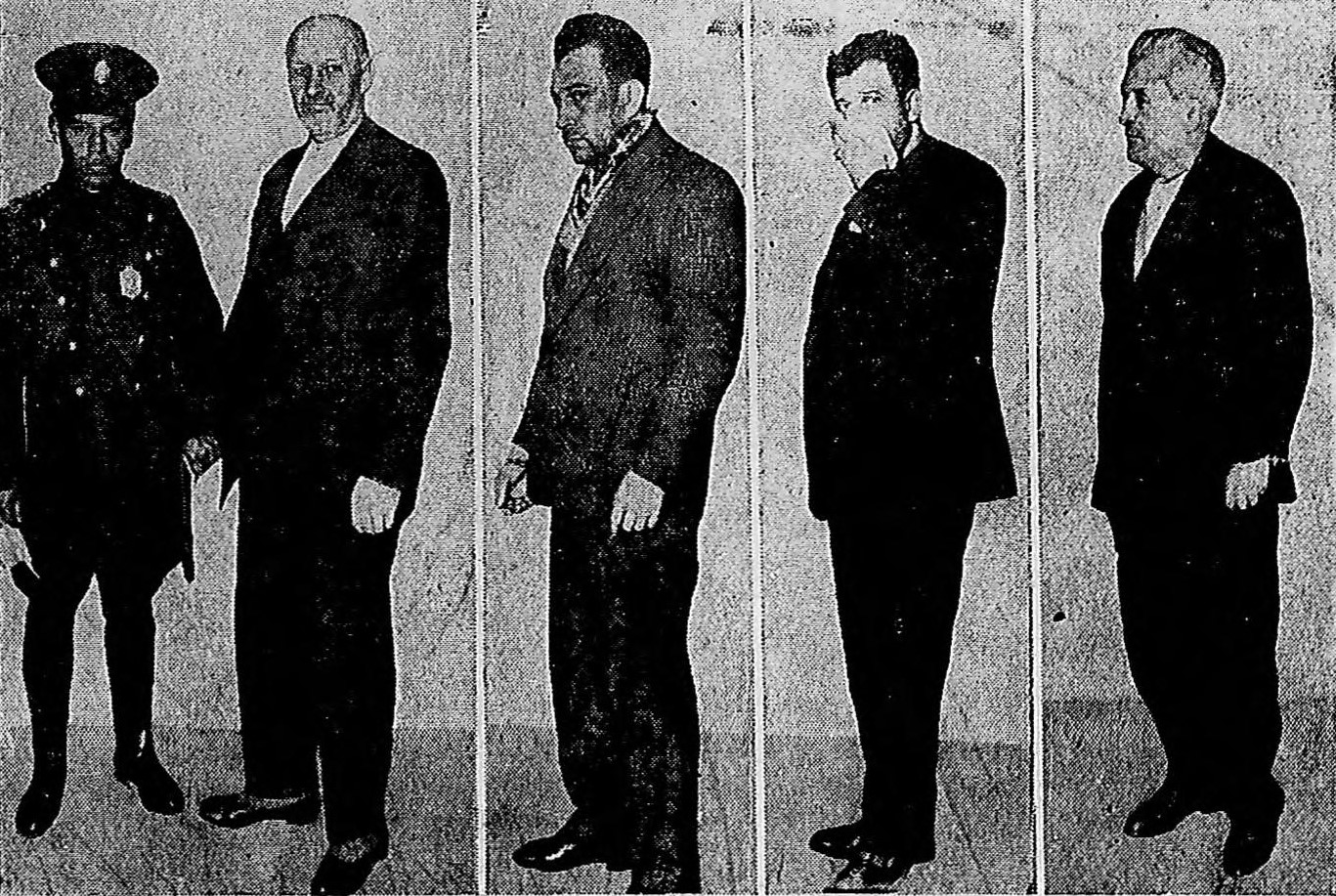
Membres suspectés de Zwi Migdal en 1930.

La Varsovia, renommée Zwi Migdal le 20 août 1929, est une organisation de crime organisé engagé dans le trafic d'êtres humains.
Initialement formée le 7 mai 1906, sous la couverture d'une œuvre d'assistance sociale et religieuse, elle est constituée de criminels ashkénazes exclus de leurs communautés, dont plusieurs membres sont condamnés par la justice. Elle a été active jusqu'en 1939, notamment en Argentine.
Loin du proxénétisme classique, ce réseau criminel s'inscrit dans le cadre de l'histoire des flux migratoires, des pogroms ainsi que des réfugiés juifs qui ont dû fuir la pauvreté vers le Nouveau Monde.
Le réseau a été amplement récupéré par la propagande nazie et a suscité de nombreuses obsessions antisémites sur le thème de la traite des femmes blanches chrétiennes, bien que les prostituées, tout comme les proxénètes, étaient elles mêmes d'origine juive,.

## Histoire
La Zwi Migdal est au départ une association de secours mutuel, créée sous le nom de Varsovia le 7 mai 1906 à Avellaneda, Argentine. Ses membres sont d'anciens sujets de l'Empire russe, émigrés, considérés comme « impurs » par la communauté juive dont ils sont chassés, qui les prive de salut, refusant leur inhumation dans les carrés israélites. C'est pourquoi, dès sa légalisation, la Varsovia dont c'est la raison sociale, achète sa propre part de cimetière.
D'autres associations du même type l'ont précédée, avec lesquelles il ne faut pas la confondre : l'Aszhkenasum Pelosa, le club des 40.

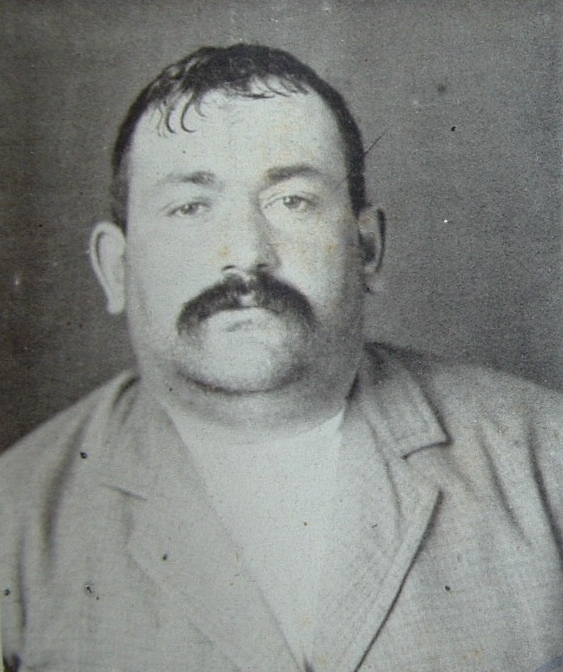
Noé Trauman.

Les membres de la Varsovia sont des proxénètes et prostituées. Noe Trauman en est le premier président. L'« œuvre » de solidarité de la Varsovia s'étend en réalité de l'inhumation des morts aux intérêts mafieux et désirs de religion des vivants :
La Varsovia prête de l'argent aux proxénètes en mission en Europe Centrale et en Europe de l'Est, à la recherche dans les shtetls pauvres de jeunes victime, bien souvent mineures, qu'ils séduisent sous promesse de mariage et de fortune.
La Varsovia structure en réseau pour l'Argentine les complicités internationales qui permettent de duper les victimes, en repérant à l'avance et en amadouant leur famille en Pologne, ou pour faire en sorte qu'elles se présentent avec de faux papiers aux fonctionnaires de l'immigration, à Gdansk et à Marienbourg, en Silésie et en Allemagne, puis à Paris, au Havre et à Bordeaux, à Bucarest, Budapest, Vienne, Constantinople, à Montevideo et Buenos Aires enfin. Il existe des trafics identiques pour Mexico et Cuba
Les rufians (voyous) usent de préférence de ruse et de fourberie pour inciter les victimes à se prostituer d'elles-mêmes, de bon gré ou en désespoir de cause ; ils recourent à défaut à la violence.
La Varsovia soudoie des douaniers, policiers, inspecteurs de salubrité, juges, qui ferment ainsi les yeux sur ces activités ; ces derniers peuvent même renseigner les rufians et entrer en concurrence entre eux.
La Varsovia organise à Buenos Aires la vente aux enchères des prostituées, à son siège social, aux allures d'une synagogue, sise 3280 rue Cordoba, ou au théâtre Alcazar rue Suipacha, ou encore au café Le Parisien 3184 rue Alvear.
Puissante, la Varsovia comme d'autres organisations mafieuses internationales, doit cependant faire face à la lutte croissante contre la traite des Blanches, développée par des États qui durcissent leurs lois, sous la pression des associations de protection des femmes, avec le concours de la Société des Nations (SDN). Mais la législation argentine en la matière reste peu contraignante. La Varsovia a très vite compris qu'il était de son intérêt de contrôler la police locale.
En 1913, le gouvernement argentin aurait réprimé déjà plus de 2 000 souteneurs et propriétaires de lupanars, et expulsé certains. Selon le témoignage de l'un d'entre eux, leur retour en nombre significatif à Varsovie y aurait même exacerbé la concurrence entre proxénètes : les « Américains » disposaient de moyens bien plus importants que les souteneurs locaux.
L'année 1926 est à marquer d'une pierre noire pour la Varsovia. Le mystérieux réseau basque français de « Don Enrique », fripier, propriétaire de cabaret, trafiquant d'opium et d'êtres humains, est à l'origine de l'arrestation de membres de la Varsovia : il aurait facilité la plainte de Perla Przedbordzka, transmise par le journal el diario israelita auprès du commissariat du 7e arrondissement[Où ?]. Ledit commissaire inspecteur, Julio Lazaro Alsogaray-Agnese, est l'artisan de l'audition d'un autre rufian la même année, suivie de son arrestation et de sa condamnation seulement en 1928, à cause des protections dont il bénéficiait. En 1927, le président de la Société israélite de protection de la femme et des jeunes filles, Selig Ganopol, porte plainte contre la Varsovia mais le commissaire Martin Perez Estrada, chargé des investigations, protège en réalité les rufians.
Le 20 août 1929, la Varsovia change de nom et devient la Zwi Migdal, à la suite d'une plainte de l'ambassadeur de Pologne. Le nom est celui d'un ses fondateurs en 1906, Luis Zvi Migdal. La même année, le gouvernement argentin d’Hipólito Yrigoyen durcit sa politique d’immigration.

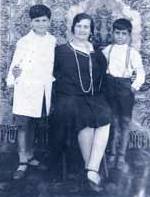
Raquel Liberman.

Le 31 décembre 1929, Raquel Liberman, une prostituée, porte plainte auprès du commissaire Alsogaray : elle se croyait affranchie de la férule de son mari proxénète, et ayant accumulé un petit pécule, se lançait dans le commerce. C'était sans compter sur la Zwi Migdal qui dépêche auprès d'elle l'un de ses membres, qui entreprend de devenir son amant, avant de tenter de la contraindre à exercer à nouveau la prostitution. Cette plainte est enfin à l'origine des faits suivants :
Le 11 mai 1930, un journal, La Razon, fait état d’un réseau de prostitution découvert par la police et exploitant quinze mille Européennes. De fait, le juge Ocampo, avec le soutien actif de la communauté juive et une rare efficacité, orchestre à partir de ce moment une vaste campagne médiatique contre les rufians.
Le 14 mai, au cours d'une perquisition rue Cordoba, la police s’empare d’une abondante littérature, dont la liste des rufians de l'ex-Varsovia. Le 24 mai, le juge Dr Manuel Rodriguez Ocampo rédige le mandat d’arrêt général de 442 membres de l'ex-Varsovia, non pour proxénétisme, mais pour association illicite œuvrant de manière à nuire à la moralité de l’État. Nombre de proxénètes parviennent à s'échapper à l'étranger, grâce à la complicité notamment du commissaire Eduardo Santiago.
Du 23 au 26 septembre 1930, en première instance du procès pour association illicite, « dédiée à la corruption » des membres de l'ex-Varsovia, la chambre criminelle et correctionnelle décrète la prison préventive des 108 prévenus. Leurs biens sont saisis. Le juge fait aussi rechercher 334 contumaces. Le commissaire-inspecteur Alsogaray met en évidence à cette occasion la collusion avec les rufians de nombreuses personnalités politiques et militaires. Fonctionnaire consciencieux, il semble qu'il ait eu raison pour certains d'entre eux.
Mais Alsogaray est aussi connu pour son engagement politique, pour son aversion pour l'Union Radicale Civique (URC) et pour certains amalgames que l'on a qualifiés d'antisémites. Advient le coup d'État du 6 septembre 1930. Alsogaray est promu « commissaire des ordres ». Il met en cause, dans une affaire d'homicide politique annexe, qui sera suivie d'un non-lieu, Leopoldo Bard, médecin, footballeur, fils de rufian et député URC (1922-1930), alors que celui-ci s'est battu avec constance en faveur des droits des femmes argentines, pour la création d'un fichier des criminels récidivistes, contre le trafic de drogue, etc.
Le 27 janvier 1931, les 108 prévenus de la Zwi Migdal sont relaxés collectivement en appel, certes en raison de témoignages insuffisants et au bénéfice du doute pour certains, mais aussi essentiellement parce que l'association était bien légale.
En avril 1931, les autorités promulguent le décret dit « de résidence » qui permet de déchoir les proxénètes arrêtés de leur nationalité d’adoption, de les expulser et de les extrader vers leur pays d’origine ou autre.
Les activités de la Varsovia à Buenos Aires représentent environ deux mille prostibules, trois mille femmes, pour un rendement annuel de 108 millions de dollars argentins, soit 860 millions de F. À côté, prospèrent également les réseaux des Français et des Italiens.
La Varsovia ou la Zwi Migdal, puisque ce nom est resté, comme organisation proxénète juive possède à l'époque des « succursales » en province, au Brésil, en Uruguay, à Cuba, ainsi que des précurseurs, équivalents à New York, Constantinople (devenant Istanbul en 1930), Thessalonique, Johannesbourg. La New York Independent Benevolent Association a été fondée par Martin Engel et Max Hochstim[Qui ?]. À Johannesbourg, c’est l'American club fondé par Joe Silver.
Les opérations des trafiquants décroissent considérablement après que les bordels sont interdits, à Cuba en 1926, en Uruguay en 1933, à Rosario de Santa Fe en 1933 et finalement en Argentine en 1936. 
À partir de 1928 et surtout de 1931 à 1935, les rufians cherchent asile, y compris en Pologne, où ils sont identifiés et surveillés. Sans être à proprement parler expulsés, des proxénètes se disent « persécutés » par les autorités, ce qui les incite à quitter d'eux-mêmes l'Argentine. On retrouve près de 80 d'entre eux sous la surveillance de la police à Varsovie, jusqu'en 1941 environ.